# Католицизм в Танзании

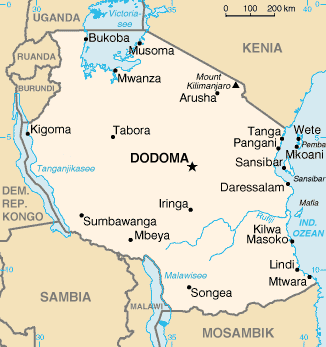
Карта Танзании

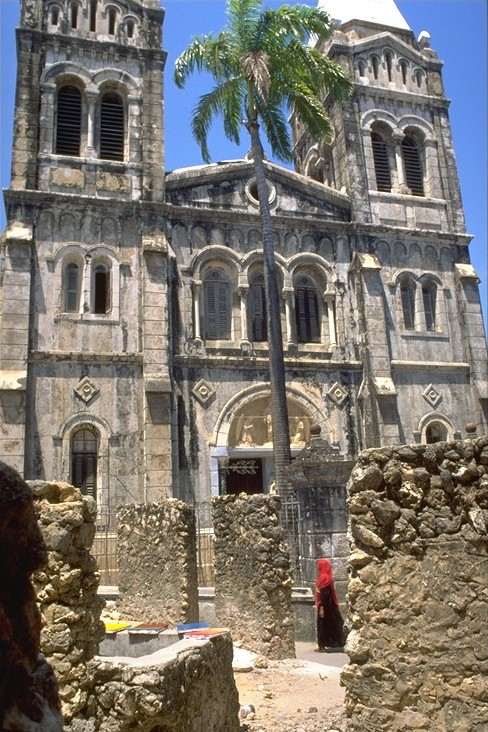
Собор святого Иосифа, Занзибар, Танзания

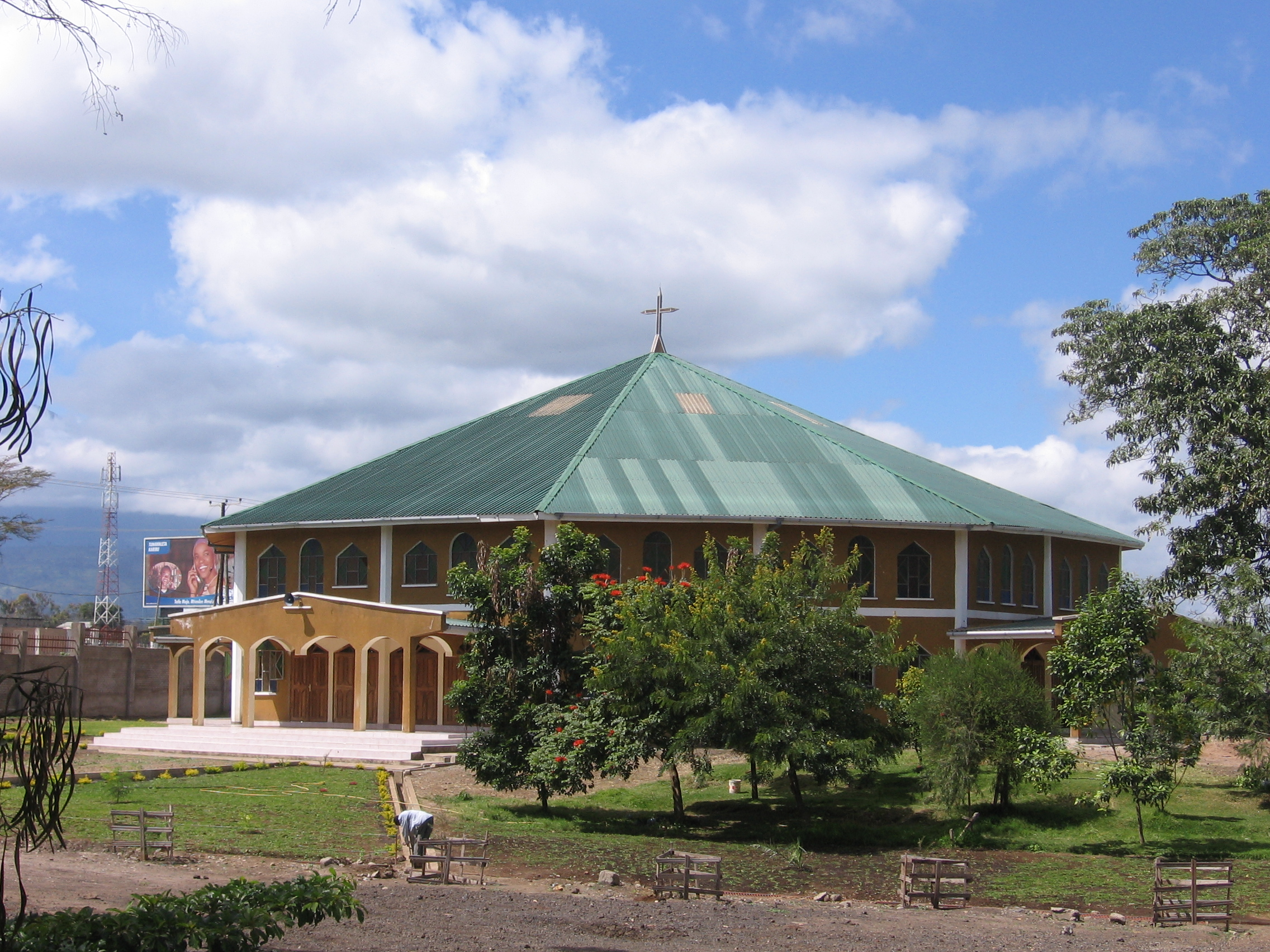
Собор святой Терезы, Аруша, Танзания

Католицизм в Танзании или Католическая церковь в Танзании является частью всемирной Католической церкви. Численность католиков в Танзании составляет около 10 миллионов человек (около 32 % от общей численности населения).

## История
Первые католические миссионеры из монашеского ордена августинцев появились в Занзибаре в начале XVI века, после того как на побережье Тихого океана около Момбасы прибыли португальские мореплаватели. Августинцы построили здесь свой первый монастырь для пастырского окормления европейских колонистов. Миссионерская деятельность августинцев закончилась в 1698 году после завоевания Занзибара арабами. Второй этап миссионерской деятельности начался со второй половины XIX века, когда в Занзибар прибыли монахи из Конгрегации Святого Духа, Миссионеров Африки и монашеского ордена бенедиктинцев, которые проповедовали среди народов кикуйю, меру и луо.
В 1862 году Святой Престол учредил первую католическую церковную структуру под названием «Апостольская префектура Занзибара», которая в 1887 году была переименована в Апостольскую префектуру Южного Занзибара. В 1878 году миссионеры из конгрегации Миссионеров Африки для более успешной деятельности разделились на две группы: одна группа отправилась в район озера Танганьика, а другая — в район озера Виктория. Эти миссии белых отцов в районе Великих озёр привели к распространению католицизма на территориях современных Уганды, Руанды, Бурунди и Конго.
Монахи из Конгрегации Святого Духа проповедовали в районе горы Килиманджаро. Бенедиктинцы с 1887 года стали заниматься миссионерской деятельностью в районе Дар-эс-Салама. Оттуда они отправились на юг, чтобы проповедовать в районе реки Рувума, где они основали два монастыря в населённых пунктах Нданда и Перамихо. Бенедиктинцы основали в 1898 году миссию в Перамихо, где позднее было основано аббатство.
После Первой мировой войны в Занзибар прибыли капуцины, члены Общества миссионеров святого Иосифа из Милл-Хилла, пассионисты и паллотинцы.
В 1953 году в Танзании были учреждены две митрополии в Дар-эс-Саламе и Таборе.
11 апреля 1968 года Святой Престол учредил в Танзании апостольскую нунциатуру.

## Структура
В Танзании действуют 7 архиепархий и 27 епархий (данные 2020 года). Все епархии страны объединяются единой административной структурой «Конференция католических епископов Танзании».
- Архиепархия Аруши:
  - Епархия Мбулу, Епархия Моши и Епархия Саме;
- Архиепархия Дар-эс-Салама:
  - Епархия Ифакары, Епархия Махенге, Епархия Морогоро, Епархия Танги и Епархия Занзибара;
- Архиепархия Додомы:
  - Епархия Кондоа и Епархия Сингиды;
- Архиепархия Мбеи:
  - Епархия Иринги, Епархия Сумбаванги;
- Архиепархия Мванзы:
  - Епархия Букобы, Епархия Бунды, Епархия Гейты, Епархия Каянги, Епархия Мусомы, Епархия Руленге-Нгары и Епархия Шиньянги;
- Архиепархия Сонгеа:
  - Епархия Линди, Епархия Мбинги, Епархия Мтвары, Епархия Нджомбе и Епархия Тундуру-Масаси;
- Архиепархия Таборы:
  - Епархия Кахамы, Епархия Кигомы, Епархия Мпанды.